# بنی فضاله الحقانیه
بنی فضاله الحقانیه (به عربی: بنی فضالة الحقانیة) یک شهرداری در الجزایر است که در استان باتنه واقع شده‌است.